# Batalla del río Mapocho
La Batalla del río Mapocho sucedió el 17 de enero de 1541 en el río Mapocho, cerca de Santiago, Santiago, como parte de la Guerra de Arauco, que enfrentaba a españoles y Diaguitas  

## Antecedentes
La expedición comandada por el español Pedro de Valdivia llegó al valle del Mapocho a mediados de diciembre de 1540, con la intención de fundar allí un asentamiento urbano, ya que según lo observado poseía las condiciones necesarias de defensa, abastecimiento de agua y tierras para cultivar.
Pedro de Valdivia tenía la intención de levantar un caserío junto al cerro Huelen, idea que se la manifestó al Jefe Vitacura y del cual obtuvo su consentimiento.
Esto provocó la indignación del cacique Michimalonco, que gobernaba el valle del Aconcagua. Este decidió avanzar hasta el Mapocho con el fin de agredir a Vitacura, acusado de traición, y a los españoles. Mientras tanto, los españoles le dieron regalos a los indígenas de la región para tenerlos de su lado. Estos aceptaron los regalos aunque no miraban con buenos ojos a este nuevo vecino.
A los pocos días, se presentó el ejército de Michimalonco, exigiendo que se vayan de esas tierras los españoles, cosa que Valdivia no hizo.

## La batalla
Entonces, las tropas se pusieron en filas y se prepararon para la batalla. Los españoles oraron y encomendaron sus armas al Patrón de España, Santiago el Mayor, para que los guiara a la victoria y que, si ganaban, iban a poner su nombre a la nueva ciudad que allí se levantaría.
La batalla comenzó en un choque de infantería que se prolongó por un par de horas. La resultado de la batalla era indeciso, hasta que entró en acción la caballería hispana, que arrasó completamente a los mapuches, que huyeron hacia el norte. Pasado el mediodía todo había acabado.
Una vez terminada la batalla y hecho prisioneros los curacas principales, los prisioneros dijeron más o menos esto: que, en lo más duro de la batalla, un caballero todo de blanco apareció y se lanzó de tal forma contra los indígenas que estos huyeron de forma despavorida. Para los españoles era la prueba de que apostol Santiago el Mayor les había dado la victoria.

## Consecuencias
Con esto, los mapuches se alejaron un poco más de los europeos, pero su odio fue más fuerte.
Días después, el 12 de febrero de 1541, se fundaba la ciudad de Santiago del Nuevo Extremo, capital de la Capitanía General de Chile.

## Relato de Pedro Mariño de Lobera
Conviene notar que esta batalla no es reportada en la Crónica de Vivar, quien redactó un reporte detallado sobre los primeros quince años de la Conquista de Chile.
El texto de Pedro Mariño de Lobera relata esta batalla como sigue: 

"...Y ......salió electo ......general un indio ......esforzado, y su ......respetado ......llamado Michimalongo, nombrado con gran solemnidad, según su costumbre. En este interín llegó el ejército de los cristianos al valle de Mapuche ......hizo asiento en quince de enero de mil y quinientos y cuarenta y uno..."

"... Sabiendo, pues, por toda la tierra la voz de aquesta fundación, aún no comenzada, llegó a oídos del general electo Michimalongo, el cual determinó de oponerse sin dilación a ella haciendo guerra a hierro y fuego por la defensa de su patria, y conservación de su libertad, impidiendo a los cristianos sus intentos, sin descansar un punto hasta salir con el suyo. Y en razón de esto partió luego con su ejército muy ordenado marchando a toda priesa para Mapuche con grande orgullo y lozanía, cantando victoria, como si ya la hubiera conseguido. No causó a los españoles algún género de pusilanimidad el excesivo número y avilantez de los bárbaros, antes cobrando nuevos bríos se apercibieron a la batalla, pertrechándose de las cosas necesarias para tal conflicto, y ante todas cosas con la oración, la cual tiene siempre el primer lugar entre todas las municiones y estratagemas militares. Y muy en particular invocando todos el auxilio del glorioso Apóstol Santiago, protector de las Españas y españoles en cualquier lugar donde se ofrece lance de pelea..Tras esto se siguió un breve razonamiento del general a sus soldados, en que solamente les daba un recuerdo de que eran españoles y mucho más de que eran cristianos, gente que tiene de su parte el favor y socorro del Señor universal, por cuya honra ......de ......las gentes ......que se precian de tener justo título para ellas".
"Dicho esto salieron al campo, donde se carearon los dos ejércitos, y, desafiándose sin recelo alguno, vinieron a las manos, partiendo los indios todos a una con gran vocería y lluvia de flechas que parecía se querían comer a los cristianos, los cuales estaban tan cubiertos de saetas como de espeso granizo que cae del cielo en día de temporal y de borrasca. No estaban dormidos entonces los nuestros, antes con un Santiago y a ellos andaban todos juntos sin dividirse en parte alguna, pareciéndoles ser expediente el andar......para ir atropellando bárbaros....... de los menos ......Con este ......encendida refriega, atropellando a los enemigos a cada paso y alcanzándolos a cada lance sin faltarles donde quiera que se reunían gente en quien emplear sus aceros y filos de sus armas".
"Pero como los indios eran en tan grueso número nunca dejaba de estar el campo cuajado dellos, entrando siempre escuadrones de refresco lucidos a maravilla por la mucha plumería que traían en sus cabezas de diversos colores, y las pinturas de sus rostros que estaban matizados con la variedad de labores que suelen en semejantes ocasiones, y mucho más por la diversidad de armas ofensivas que traían en las manos, como dardos arrojadizos con tiraderas, porras de armas de metal con púas de extraño artificio, lanzas cortas, picas en abundancia, macanas fuertes, arcos grandísimos de flechas tan largas y subtiles y de tanta fortaleza, que pasan el arzón de una silla jineta pasando la flecha de claro más adelante. Y lo más que había que mirar era la ligereza de los bárbaros, los cuales son tan sueltos que parece que en un instante están floreándose sobre el aire, y en otro cosido todo el cuerpo con la tierra".
"Estando, pues, la falla en su mayor furia al tiempo que los indios iban acometiendo con mayores bríos para beber la sangre a los cristianos; cuando se iban abalanzando a ellos para ejecutar su coraje con denuedo; cuando tenían ya la suya sobre el hito y a toda priesa iban blandiendo las lanzas y levantando los brazos para descargarlas con ímpetu en los cristianos; cuando con el aspirar de la victoria iban triunfando con estrépito y alaridos, veis aquí, cuando de repente (caso memorable) todos los bárbaros a una vuelven furiosamente las espaldas y dan a correr como gamos por el campo raso a ruin el postrero, desapareciendo súbitamente a huir todos del que súbitamente se les había aparecido, dejando a los cristianos suspensos, y yo ahora hasta el capítulo siguiente.